# Quiriguá
Quiriguá è un'antica città maya che si trova nel dipartimento di Izabal, in Guatemala. Si tratta di un sito di medie dimensioni situato lungo il corso inferiore del fiume Motagua, con il centro cerimoniale posto a circa un chilometro dalla riva sinistra del fiume.

## Storia

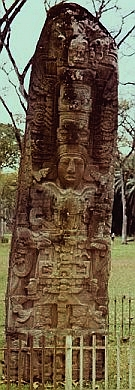
Stele D (lato nord)

Il periodo d'occupazione della città sembra coincidere col periodo classico della civiltà maya: le prime tracce risalgono al III secolo, la costruzione dell'acropoli è del 550, mentre all'VIII secolo risale il periodo più florido della città, con un grande sviluppo edilizio. Nell'850 improvvisamente la città viene abbandonata.
Il grande sviluppo di Quirigua è con ogni probabilità dovuto alla vittoria militare riportata dal re Cauac Sky (conosciuto anche col nome di Butz Tiliw o K'ak' Tiliw Chan Yo'at) sulla città di Copán nel 738, quando il re di questa città (Uaxaclajuun Ub'aah K'awiil) venne sconfitto, imprigionato e poi sacrificato sulla piazza centrale di Quirigua. Gli storici pensano che prima di questo evento Quirigua fosse una città vassalla di Copán, mentre a partire da quella data la situazione dovrebbe essersi ribaltata.

## Arte
Per una città della sua importanza Quirigua presenta poche architetture cerimoniali di grandi dimensioni, ma il sito riveste una primaria importanza per la grande quantità di statue che vi sono state ritrovate, alcune delle quali sono considerate le più preziose del Mesoamerica. Fra queste sculture sono particolarmente impressionanti alcune stele, scolpite in singoli blocchi di pietra, la più grande delle quali è alta 10 metri e pesa circa 60 tonnellate (la stele B, la più grande del periodo Maya che sia giunta fino a noi).
Oltre alle stele, nel sito sono presenti altari, sculture che decorano le facciate degli edifici e alcune rocce con elaborate sculture rappresentanti animali mitologici, dette per questo zoomorfe.

## Regnanti
Questo è l'elenco dei regnanti di cui si abbia notizia che si sono succeduti alla guida della città di Quirigua.
- Tok “Casper” 426-?
- Tutuum Yohl K'inich circa 455
- “Terzo regnante” circa 480
- “Quarto regnante” ?-?
- “Quinto regnante” circa 652
- K′ahk' Tiliw Chan Yopaat ("Cauac Sky") 724 - 785
- Xul “Cielo” 785 - circa 797
- "Cielo di Giada" circa 797 - ?

## Storia moderna
Il primo visitatore moderno a pubblicare un resoconto di Quirigua fu Frederick Catherwood nel 1840. A causa delle avverse condizioni meteorologiche egli poté trattenersi nel sito per poco tempo, ma questo fu sufficiente per tracciare alcuni schizzi alle stele visibili fra le rovine; due di questi disegni vennero poi pubblicati nel libro di John Lloyd Stephens Incidents of Travel in Central America, Chiapas, and Yucatan (avvenimenti del viaggio in Centro America, Chiapas e Yucatán), con un breve resoconto di Catherwood. Nel 1854 venne pubblicato un resoconto più esaustivo, ad opera del dottor Karl Scherzer.
Fra il 1881 e il 1883 Alfred Maudslay pose un campo nella zona di Quirigua e condusse approfondite ricerche sulle rovine, realizzando numerose fotografie e compiendo alcuni scavi archeologici di piccola entità; oltre a questo realizzò disegni e calchi in gesso di tutte le iscrizioni geroglifiche e delle principali sculture, spediti poi al British Museum. Maudslay tornò a Quirigua per un ulteriore studio nel 1894.
Nel 1910 la United Fruit Company acquistò il sito su cui si trovava Quirigua e gran parte del terreno circostante con lo scopo di adibirlo alla produzione delle banane. La piantagione venne effettivamente sviluppata, tranne che in una zona di circa 120.000 metri quadrati in cui fu istituita una zona archeologica. Nei decenni successivi vennero condotti alcuni lavori di scavo, ma i più importanti furono senza dubbio quelli compiuti fra il 1975 e il 1980, sotto il controllo dell'Università della Pennsylvania, della National Geographic Society e del governo guatemalteco. Nel 1981 Quirigua è stata inserita nell'elenco dei Patrimoni dell'umanità dell'UNESCO.